# Макаров, Роман Сергеевич (1984)
Рома́́н Серге́евич Мака́ров (бел. Раман Сяргеевіч Макараў; род. 19 августа 1984, Могилёв) — российский и белорусский пловец-паралимпиец. Шестикратный чемпион летних Паралимпийских игр, восьмикратный чемпион мира, заслуженный мастер спорта России

## Биография
В шесть лет его отец, который также имел проблемы со зрением, отправил заниматься плаванием к Моргунову Олегу в Могилёве. Первый международный успех пришёл к Макарову в 2000 году на Паралимпиаде в Сиднее. Тогда он завоевал две серебряные медали и стал чемпионом Паралимпийских игр. Спустя два года выиграл 5 медалей на чемпионате мира, из которых 3 — золотые, а также серебряная и бронзовая. На Паралимпиаде 2004 в Афинах выиграл 9 медалей: 3 золотые, 3 серебряные и 3 бронзовые, а также установил несколько мировых рекордов. На чемпионате мира по плаванию 2006 завоевал золото, 3 серебра и 2 бронзы. На Паралимпийских играх 2008 пополнил свою копилку только одной золотой медалью на дистанции 100 метров баттерфляй, при этом во всех остальных заплывах он не опускался ниже 5 места. С 2010 года принял решение тренироваться в Москве и выступать за Россию. На чемпионате мира 2010 выиграл 3 золотые медали из которых две — в эстафете, а третью — личную, на дистанции 100 метров баттерфляй. На Паралимпийских играх 2012 в Лондоне завоевал свою шестую золотую награду, а также стал четырёхкратным (2000, 2004, 2008, 2012) чемпионом Паралимпийских игр на дистанции 100 метров баттерфляй. В интервью после победы рассказал, что хотел бы выступать до летних Паралимпийских игр 2016 в Рио-де-Жанейро. 10 сентября 2012 года был награждён орденом Дружбы. На чемпионате мира 2013 в Монреале выиграл золото на дистанции 100 метров баттерфляй и стал четырёхкратным (2002, 2006, 2010, 2013) чемпионом мира на этой дистанции.
Окончил Сургутский государственный университет физической культуры.

## Награды
Награды Беларуси:
- Медаль «За трудовые заслуги» (24 ноября 2008 года) — за достижение высоких спортивных результатов на XIII летних Паралимпийских играх 2008 года в г. Пекине (КНР), значительный вклад в развитие физической культуры и спорта[6][7].
- Заслуженный мастер спорта Республики Беларусь (11 октября 2004 года) — за достижение выдающихся спортивных результатов на XII летних Паралимпийских играх 2004 года в г. Афины (Греция), значительный личный вклад в развитие физической культуры и спорта[8].
- Стипендиат Президентского спортивного клуба Беларуси в 2008 году[9]

Награды России:
- Орден Дружбы (10 сентября 2012 года) — за большой вклад в развитие физической культуры и спорта, высокие спортивные достижения на XIV Паралимпийских летних играх 2012 года в городе Лондоне (Великобритания)[10].
- Заслуженный мастер спорта России (2011)